# نيكولاس جروسو
 نيكولاس جروسو،  طبيب أمريكي، هو رئيس مراكز جراحة العظام المتقدمة. وقد شغل هذا المنصب منذ عام 2013 عندما اجتمع ما يقرب من 130 طبيب عظام لتشكيل مراكز جراحة العظام المتقدمة، والتي تعد اليوم أكبر مجموعة خاصة لجراحة العظام في الولايات المتحدة.
جروس هو أحد قدامى المحاربين في جيش الولايات المتحدة، وحاصل على دكتوراه في الطب من جامعة الخدمات الموحدة للعلوم الصحية وتخصص في الطب في مركز والتر ريد الطبي التابع للجيش. وهو مساهم في المحادثات حول انتقال إجراءات جراحة العظام إلى مراكز جراحة العيادات الخارجية بالإضافة إلى نماذج الدفع البديلة.